# Aiki (nguyên lý võ thuật)
Aiki là một thuật ngữ budo Nhật Bản, nét nghĩa cơ bản nhất của nó là một nguyên tắc cho phép một võ sinh đang trong tình trạng nhất định có thể từ chối hoặc chuyển hướng sức mạnh của đối phương khi tiếp xúc. Khi áp dụng, võ sinh sử dụng Aiki kiểm soát hành động của người tấn công với áp lực tối thiểu và không có sự gồng sức của cơ bắp, thường liên quan đến áp lực về mặt thể chất.

## Từ nguyên
Trong tiếng Nhật, Aiki được cấu tạo từ hai chữ cái kanji:
- 合 - ai - hợp
- 氣 - ki - khí, tinh thần

Chữ kanji "ai" được cấu tạo từ ba bộ, "nhân" (người), "nhất" (số một) và "khẩu" (miệng). Do đó, "ai" tượng trưng cho việc mọi thứ đến cùng nhau, hoà nhập với nhau. Aiki không nên nhầm lẫn với "wa", có nghĩa là sự hài hoà. Chữ kanji "ki" đại diện cho một nồi đầy cơm hấp và có nắp đậy. Do đó, "ki" đại diện cho khí lực, hay năng lượng (trong cơ thể).
Như vậy, ý nghĩa của aiki là làm cho phù hợp, hoà trộn, hoặc kết hợp năng lượng. Tuy nhiên, cần chú ý đến các ý nghĩa tuyệt đối của từ khi thảo luận về các khái niệm có nguồn gốc từ các nền văn hoá khác và thể hiện bằng các ngôn ngữ khác nhau. Điều này đặc biệt đúng khi những từ mà chúng ta sử dụng ngày nay bắt nguồn từ các ký hiệu, trong trường hợp này là chữ kanji của Trung Quốc và Nhật Bản, đại diện cho các ý tưởng chứ không phải là các bản dịch nghĩa đen của các thành phần. Cách sử dụng thuật ngữ trong lịch sử có thể gây ảnh hưởng đến ý nghĩa và được thông qua bởi những người muốn minh hoạ các ý tưởng bằng từ hay cụm từ tốt nhất mà có sẵn cho họ. Bằng cách này, có thể có sự khác biệt về ý nghĩa giữa nghệ thuật hoặc môn phái trong cùng một nghệ thuật. Các kí tự "ai" và "ki" có nhiều bản dịch sang nhiều từ tiếng Anh khác nhau.
Về mặt lịch sử, nguyên tắc về aiki thường được truyền miệng, vì những lời dạy đó thường là bí mật được bảo vệ chặt chẽ. Trong thời hiện đại, mô tả về khái niệm này có sự khác nhau từ thể chất  đến sự mơ hồ và kết thúc mở, hoặc quan tâm nhiều hơn đến các khía cạnh tâm linh.

## Nghệ thuật võ học aiki

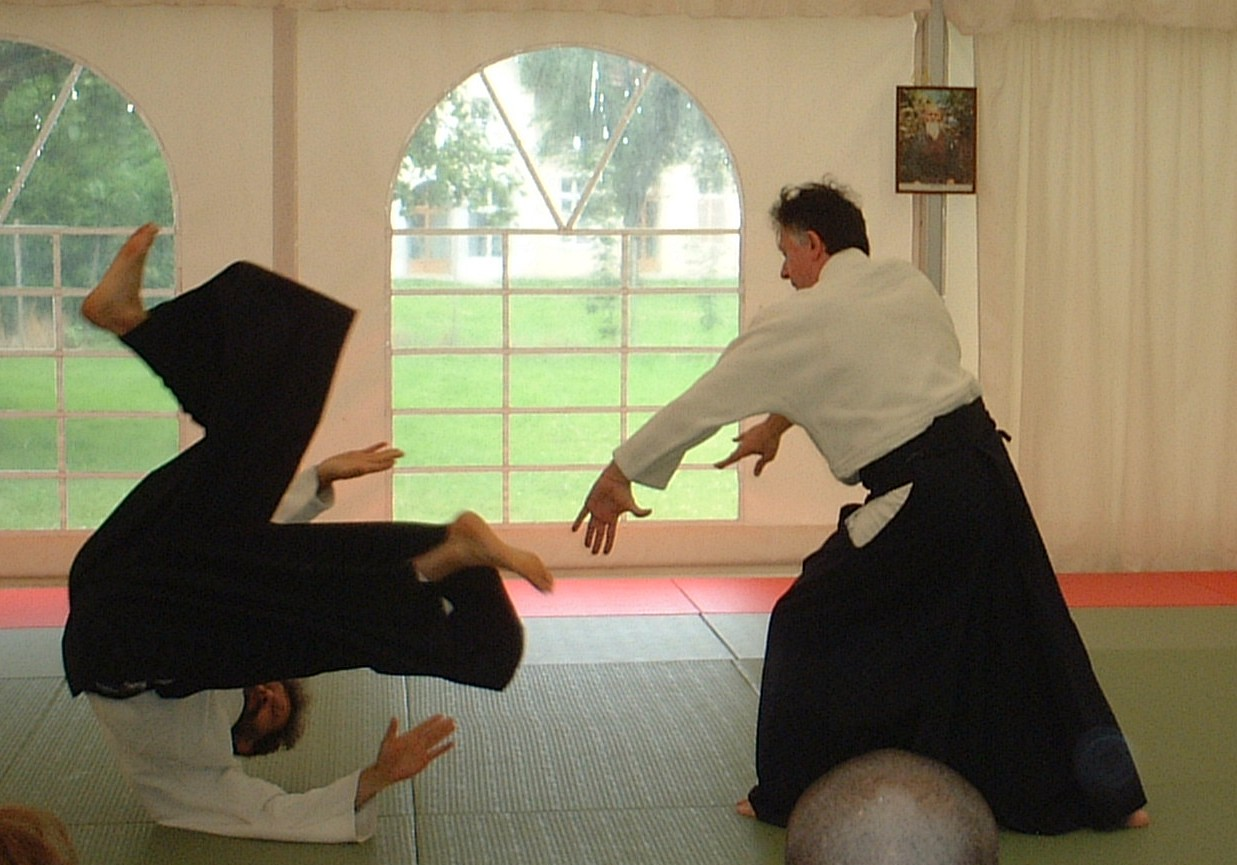
Một đòn ném kokyu nage trong aikido

Ý niệm về aiki hiện hữu trong tên gọi của một số môn võ thuật Nhật Bản khác, đáng chú ý nhất là Aikido và môn võ thuật khởi nguồn của nó, Daito-ryu aiki-jujutsu. Những nghệ thuật này có xu hướng sử dụng nguyên tắc của aiki như là một yếu tố cốt lõi làm cơ sở cho phần lớn các kỹ thuật của chúng. Aiki là một nguyên tắc quan trọng trong nhiều bộ môn võ thuật khác như Kito-ryu và một vài dạng của kenjutsu, và được tìm thấy như một khái niệm trong nhiều bộ môn võ thuật bản địa khác của Trung Quốc như Thái cực quyền, Hình ý quyền, Bát quái chưởng cũng như các bộ môn khác, mặc dù thuật ngữ aiki thường không được đề cập đến trong các nền văn hoá không xuất phát từ Nhật Bản. Các kỹ thuật thực hiện với aiki tỏ ra tinh tế và đòi hỏi ít sức mạnh cơ học hơn, với việc nghệ thuật Aiki được phân loại vào dạng võ thuật có bản chất nhu.

## Khái niệm về Aiki
Aiki là một khái niệm phức tạp, và có ba khía cạnh đã được sử dụng để mô tả nó trong một tình huống võ thuật:
1) Hoà nhập chứ không va chạm
Aiki thường mô tả một ý niệm về sự hợp nhất hoặc hoà nhập vào nhau giữa tình huống chiến đấu. Trong aikido, nó thường mô tả khái niệm về hòa nhập với nhau hơn là việc va chạm trực tiếp. Khái niệm "hoà nhập" thường được mô tả ngay cả trong aikido như "awase". Nhiều định nghĩa cho "aiki" dường như được dựa trên khái niệm về "awase".   Sự nhấn mạnh được tập trung vào việc tham gia với nhịp điệu và ý định của đối phương để tìm ra vị trí tối ưu và thời gian áp dụng sức mạnh. Để hoà nhập vào một đòn tấn công, nhiều người tin rằng cần phải chuẩn bị sẵn cho việc tránh một sức mạnh đang hướng tới, nhưng người luyện tập cơ bản về aiki  hiểu rằng có sự khác biệt giữa 'hoà nhập' và 'nhường đường', và thay vào đó, họ huấn luyện việc 'chiếm lấy đường' của đòn tấn công một cách tinh tế và điều khiển nó. Aiki liên quan chặt chẽ đến nguyên tắc về nhu, mặc dù khái niệm đó nhấn mạnh hơn vào thao tác vật lý một cách tích cực trên một mức độ kết cấu cơ học.
2) Dẫn dắt đòn tấn công
Người tập luyện aiki có thể dẫn dắt đòn tấn công, và do đó là cả người tấn công, vào các vị trí không vững chãi.  Ảnh hưởng tới một người tấn công tăng lên khi sự cân bằng của người tấn công đang giảm đi. Những sự chuyển động của cơ thể (tai sabaki) được sử dụng cho việc này thường là những chuyển động rộng và rõ ràng hoặc nhỏ và tinh tế, thường bắt nguồn từ nội lực. Sự chuyển đổi trọng lượng tinh tế và áp dụng áp lực thể chất cho người tấn công khiến người ta có thể dẫn dắt một người  tấn công, giữ cho chúng tĩnh, hoặc giữ chúng không cân bằng (kuzushi) để sử dụng kỹ thuật của riêng mình. Theo cách tương tự, thông qua các chuyển động đánh lừa, người tập luyện aiki có thể chặn lại một phản ứng phòng thủ từ người tấn công, hoặc tạo ra phản ứng phòng vệ từ người tấn công làm cho họ càng lâm vào tình thế nguy hiểm. Có một mức độ mạnh mẽ của mục định, ý chí hay tâm lý về khía cạnh thống trị này. Tâm trí và cơ thể đã được phối hợp.
3) Sử dụng sức mạnh nội lực - Năng lượng Ki
Kiai và aiki sử dụng cùng chữ kanji (chuyển vị) và có thể được coi là khía cạnh bên trong và bên ngoài của cùng một nguyên tắc. Kiai liên quan đến biểu lộ, phát khí hoặc hình thành năng lượng của một người về mặt ngoại lực bên ngoài (sức mạnh bên ngoài), trong khi Aiki liên quan đến năng lượng của một người về mặt nội lực bên trong (sức mạnh bên trong). Do đó, kiai là sự kết hợp của năng lượng bên ngoài (ngoại lực) trong khi aiki là sự kết hợp của năng lượng bên trong (nội lực). Việc sử dụng ki này sẽ liên quan đến việc sử dụng năng lực kokyu, tức là sự hô hấp được điều hợp với chuyển động. Kokyu Ryoku là năng lượng tự nhiên có thể sinh ra khi thân thể và tâm thức được hợp nhất. Thuật ngữ "kokyu" cũng có thể được sử dụng để mô tả một tình huống trong đó hai đối thủ đang di chuyển với thời điểm thích hợp.

## Suy nghĩ về aiki
Aiki được coi là một cách tập luyện cổ xưa, và cách tập luyện của nó thường được giữ bởi một cá nhân cụ thể hoặc hai người có quan hệ gia đình/trường học. Về phương diện văn hoá, và do những thứ cần thiết nhất định trong thời kỳ này, kiến thức aiki thường là bí mật được bảo vệ rất tốt và hiếm khi được tiết lộ.
Cuốn sách lâu đời nhất có bài thảo luận trong lịch sử về aiki là Budo Hiketsu-Aiki no Jutsu, xuất bản năm 1899. Về chủ đề về aiki, nó viết:
| “ | Nghệ thuật sâu sắc và bí ẩn nhất trên thế giới là nghệ thuật của aiki. Đây là nguyên tắc bí mật của tất cả các loại võ thuật ở Nhật Bản. Một người làm chủ nó có thể là một thiên tài vô song chưa từng có. | ” |

Sách giáo khoa Jujutsu (Jujutsu Kyoju-sho Ryu no Maki) năm 1913 viết:
| “ | Aiki là một trạng thái không ngừng nghỉ của tâm trí mà không có sơ hở, buông lỏng, ác ý, hoặc sợ hãi. Không có sự khác biệt giữa aiki và ki-ai; tuy nhiên, nếu dược so sánh, khi được thể hiện một cách năng động, aiki được gọi là kiai, và khi được thể hiện một cách tĩnh lặng, đó là aiki. Thuật ngữ aiki đã được sử dụng từ thời cổ đại và không phải chỉ duy nhất của Daito-ryu. Ki trong aiki là go no sen, có nghĩa là phản ứng lại với một sự tấn công. ... Daito-ryu hoàn toàn là go no sen — bạn đầu tiên tránh khỏi sự tấn công của đối phương và sau đó tấn công hoặc kiểm soát anh ta. Tương tự như vậy, Itto-ryu chủ yếu là go no sen. Bạn tấn công vì một đối thủ tấn công bạn. Điều này ngụ ý không chém đối thủ của bạn. Nó gọi là katsujinken (hoạt nhân kiếm, hay thanh kiếm giữ mạng (life-giving sword), ngụ ý một thanh kiếm lấy mạng có thể trở thành một thanh kiếm giữ lấy sự sống tuỳ vào cách sử dụng nó). Mặt đối lập của nó gọi là setsuninken (thiết nhân kiếm, hay thanh kiếm lấy mạng (death-dealing sword)). | ” |